# الدمية
الدمية ((بالألمانية: Die Puppe)‏  ) وهو فيلم كوميدي خيالي رومانسي ألماني اصدر عام 1919،وهو من إخراج إرنست لوبيتش.    الفيلم مأخوذ عن أوبريت لا بوبيه لإدموند أودران (1896)، وخط التأثير يعود من بداية ليو دليباس باليه كوبيليا (1870) والى نهاية قصة إرنسست هوفمان القصيرة «دير ساندمان» (1816). 

## ملخص الحبكة
لانسلوت هو ابن شقيق البارون. وبدأ هذا  البارون وهو عمه بضغط عليه للزواج،ولكن لانسلوت كان يهاب النساء. وقرر أن يخدع عمه بالزواج من دمية ميكانيكية تشبه المرأة الحقيقية بدلاً من ذلك. https://www.imdb.com/title/tt0010600/

## Ossi Oswaldaas Ossi / The Dollفيكتور جانسنas HilariusHermann Thimigas LancelotMax Kronertas Baron of ChanterelleMarga Kohler as Wife of HilariusGerhard Ritterbandas The ApprenticeJakob Tiedtkeas The Abbotإصدارات دي في دي
صدر الفيلم في الولايات المتحدة بواسطة كينو لوربر كجزء من مجموعة لوبيتش في برلين (2007)،و مع ترجمة إنجليزية. وتم إصداره أيضًا في المملكة المتحدة من قبل يوريكا سادة السينما كسلسلة، وجزء من مجموعة لوبيتش في برلين: حكايات خرافية، وميلودراما، وكوميديا الجنس (2010)،و مع ترجمة ألمانية وترجمات باللغة الإنجليزية.

## الفهرس
- Wosk، Julie (2015). My Fair Ladies: Female Robots, Androids, and Other Artificial Eves. New Brunswick, NJ: Rutgers University Press. ISBN:978-0-8135-6339-8.

## روابط خارجية
- الدمية  على قاعدة بيانات الأفلام على الإنترنت (بالإنجليزية).   موقع
- The Doll
- الدمية - مع ترجمة باللغة الإنجليزية.